# Unstad
Unstad är en by i Vestvågøy kommun i Nordland fylke i norra Norge. Byn ligger vid änden av fylkesväg 7720, på den norra sidan av ön Vestvågøya.
Tidigare har orten tillhört dåvarande Borge kommun.

## Bilder

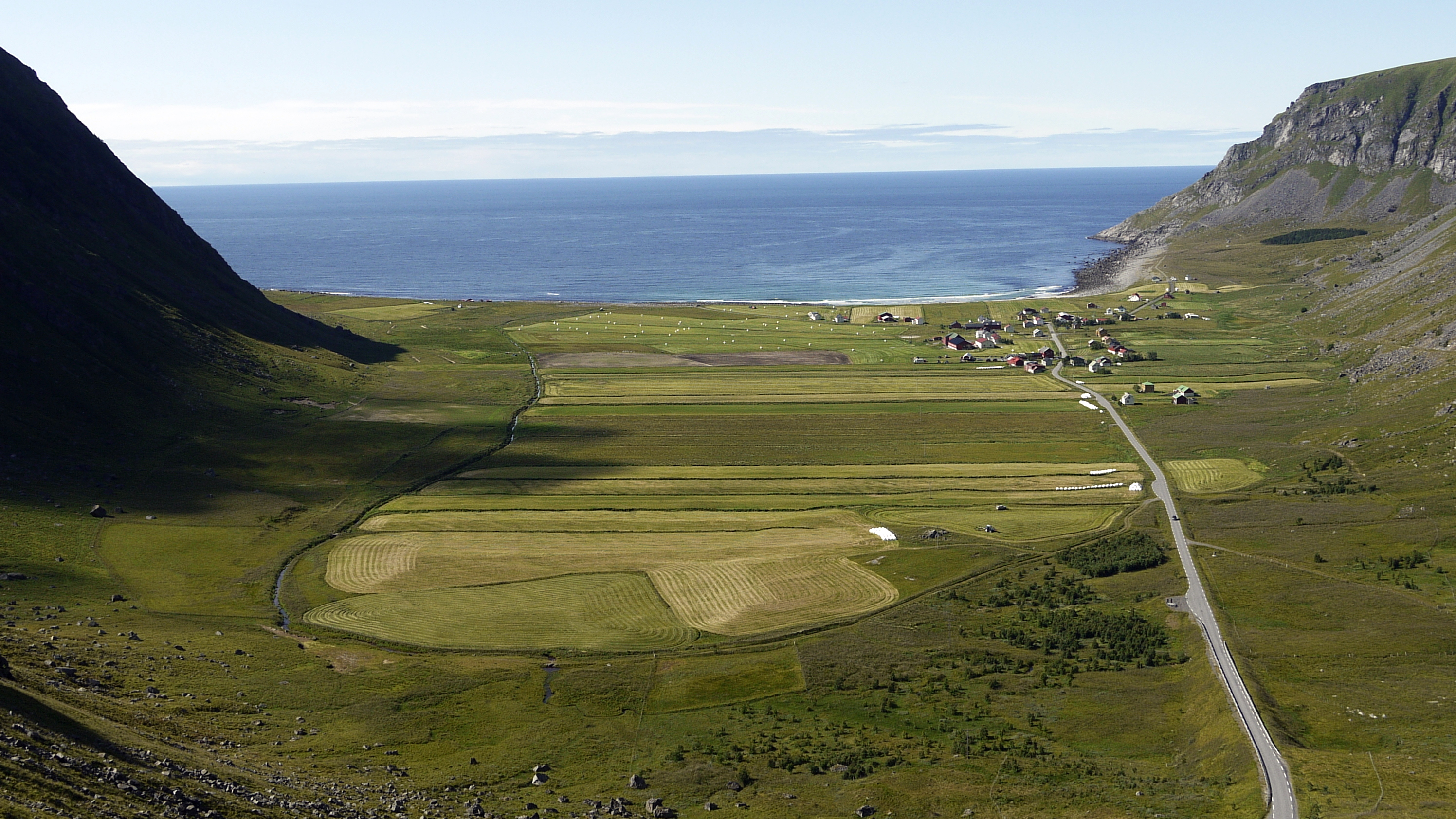
Vy mot Unstad.
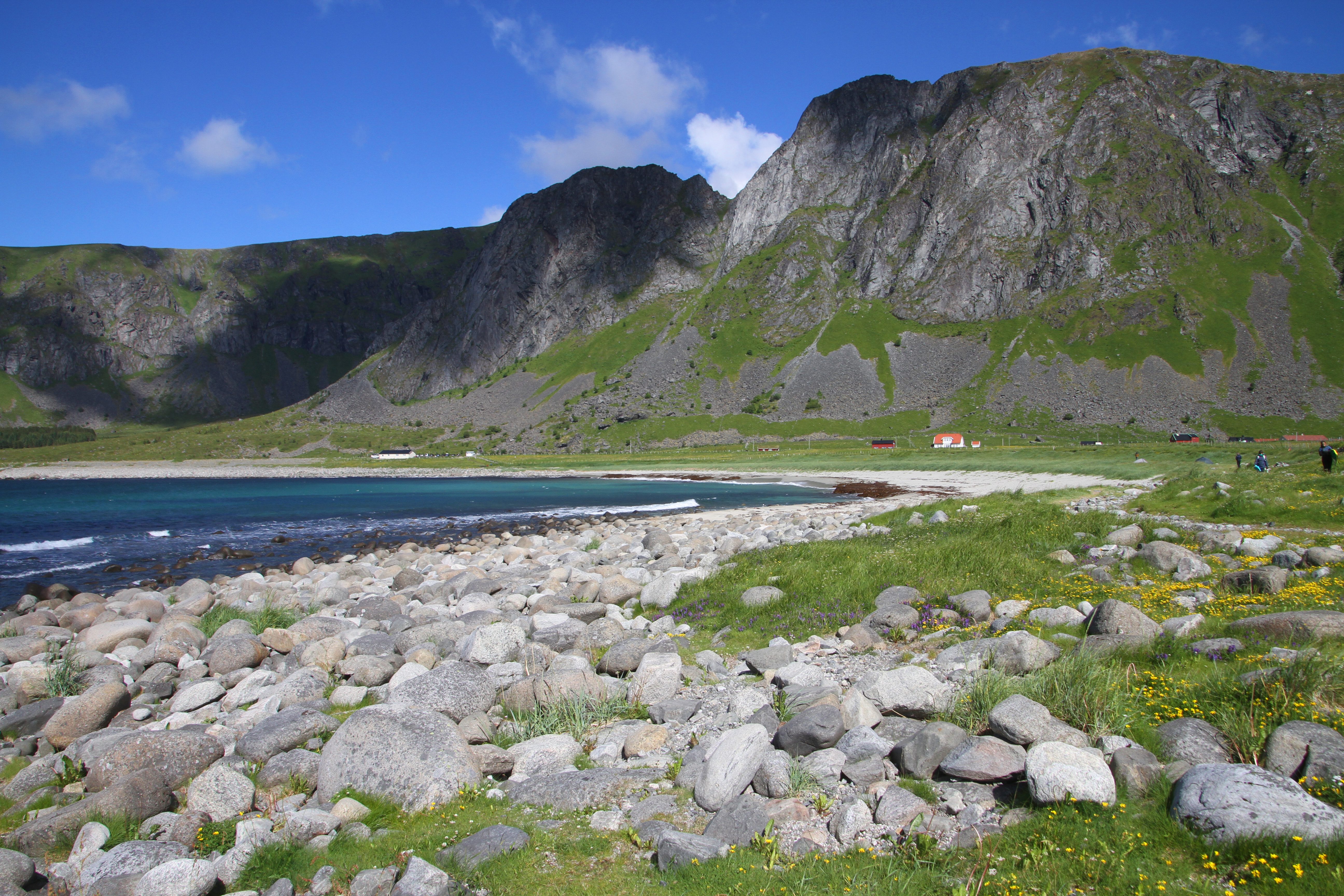
Stranden vid Unstad.